# Danilo Bučar
Danilo Bučar, slovenski skladatelj, dirigent in igralec, * 8. junij 1896, Črnomelj  † 8. avgust 1971, Ljubljana. 
Rodil se je očetu pravniku Juliju Bučarju in materi Albini (roj. Kovačič). V slovenskem glasbenem prostoru je znan predvsem kot zborovski skladatelj, najbolj znana je njegova skladba Nocoj, pa oh nocoj, ki jo je v svet ponesel Slovenski oktet. Manj znana je njegova simfonična glasba, ki dosega visoko kakovostno raven, npr. Belokranjske pisanice. Deloval je v Šentjakobskem gledališču v Ljubljani.

## Delo
Operete:
- Študentje smo (uprizorjena 7. maja 1932)
- Na Trški gori (uprizorjena 28. marca 1936)
- Smuk-smuk (uprizorjena 13. marca 1938)
- Kurent (uprizorjena 4. novembra 1939)

Napisal je scensko glasbo k drami Pohujšanje v dolini Št. Florjanski ter zborovsko glasbo k radijski dramatizaciji romana Deseti brat (1951).